# Eva Alexanderson
Eva Ingrid Elisabet Alexanderson, även Alexanderson-Lundström, född 9 januari 1911 i Stockholm, död 20 december 1994 i Stockholm, var en svensk författare och översättare.

## Biografi
Efter studentexamen vid Åhlinska skolan i Stockholm ägnade sig Alexanderson åt språkstudier vid universitetet i Toulouse 1930–1931, vid Sorbonne i Paris 1931, vid Barcelonas universitet 1936 och vid La Sapienza i Rom 1938–1939. År 1935 blev hon filosofie kandidat vid Lunds universitet. Hon var 1934–1937 anställd vid Svenska bokförlaget, 1937 och 1941–1942 vid den antinazistiska tidskriften Nu, 1942–1944 vid Utrikespolitiska institutet och 1946–1955 vid Albert Bonniers Förlag. Hon har översatt från franska, italienska, spanska och engelska, bland annat författare som Guy de Maupassant, Jean-Paul Sartre, Jean-Jacques Rousseau, Umberto Eco och Albert Camus.
Litterärt kan Alexanderson sägas vara influerad av författarskap som Jean-Paul Sartre, Jean Genet och Henry Miller. Hon debuterade som skönlitterär författare med romanen Resa till smältpunkten (1954), som skildrar en europeisk kvinnas resa till Mexiko och möte med "ett byliv som till en början ter sig obegripligt, smutsigt, hotfullt och våldsamt." Som flera andra svenska intellektuella konverterade hon till katolicismen på 1950-talet; religionen hade stor betydelse i hennes liv och även i hennes verk. I romanen Fyrtio dagar i öknen (1964), som utspelar sig under en vistelse på ett högfjällshotell i Norge, märks såväl existentiella och religiösa teman. Kontradans (1969) är Alexandersons egen minnesresa maskerad till roman (se förordet till andra upplagan 1994, som berättar om detta). Berättarjaget i romanen befinner sig i Rom för att skriva, och där möter den mycket yngre Claudia som studerar filosofi och ska bli nunna. Deras kärlek är komplicerad, både på grund av religiösa skäl och på grund av ålderskillnaden. Det här är en av de få svenska romaner som behandlar temat lesbisk kärlek och kristen tro. Eva Alexanderson kan som representativ för 1960-talets litterära utveckling bland kvinnliga intellektuella. I hennes romaner finns ”så väl de modernistiska uttrycksformerna som kampen med modernismen, religiositeten, resorna, bekännelsen, sexualiteten, tystnaden och återkomsten.”
Från mitten av 1950-talet levde Alexanderson periodvis i Italien. Samma år som den självbiografiska romanen Kontradans (1969) utkom gick hon och författaren Bengt Martin ut i Aftonbladet och berättade om sin homosexualitet. Utöver romanerna publicerade hon ett flertal essäer och noveller i Svenska Dagbladet, Vår Lösen och Signum. Hon var även redaktör för, och skrev förordet till, debattskriften De homosexuella i församlingen: dags att ompröva (1973), som granskar kyrkans syn på homosexualitet.

### Familj
Eva Alexanderson var dotter till advokat Gustaf Alexanderson (1889–1937) och fil. kand. Elsa Alexanderson (f. Koch, 1880–1954). Hon var 1944–1946 gift med fil. lic. Ragnvald Lundström.

## Priser och utmärkelser
- 1961 – Svenska Akademiens översättarpris
- 1968 – Litteraturfrämjandets stipendiat
- 1969 – Elsa Thulins översättarpris
- 1985 – De Nios översättarpris
- 1985 – Letterstedtska priset för översättningen av Umberto Ecos Rosens namn